# 招贤镇 (常山县)
招贤镇，是中华人民共和国浙江省衢州市常山县下辖的一个乡镇级行政单位。

## 行政区划
招贤镇下辖以下地区：
招贤村、大溪沿村、古县畈村、高埂村、官庄村、渔溪口村、汪家淤村、李家淤村、纱帽山村、大坑口村、古县村、石井口村、藕塘村、井坞村、箬溪村、符家村、里方山村、外方山村、游林村、大麦坞村、溪上村、樊村、五里村、大弄村、山底村、浦口村、鲁士村、泉目山村和象湖村。